# Vaivara (KL)
Konzentrationslager Vaivara – niemiecki obóz koncentracyjny istniejący w latach 1943–1944 na obrzeżach miejscowości Vaivara, na terytorium podbitej przez III Rzeszę Estonii.

## Historia obozu
Obóz został założony w 1943 roku w północno-wschodniej części Estonii, nieopodal dworca kolejowego Vaivara. Z początku funkcjonował jako obóz jeniecki dla żołnierzy Armii Czerwonej. Jednak już latem 1943 roku jego funkcje rozrosły się do zwykłych funkcji nazistowskich obozów koncentracyjnych. Stanął wówczas na czele ok. 20 podobozów, m.in. Klooga. KL Vaivara był obozem przejściowym dla wielu transportów Żydów, które docierały do Estonii. Więźniowie traktowani jako siła robocza, byli więc rozsyłani do innych obozów, których istnienie było zazwyczaj dosyć krótkie, i których rola sprowadzała się prawie wyłącznie do niewolniczego wspierania niemieckiego wysiłku na froncie wschodnim przez pracę na rzecz systemów obrony (produkcja cementu, kopanie dołów przeciwczołgowych i inne).
Przestrzeń więźniarska obozu była podzielona na część tranzytową i część koncentracyjną. Obok stała również część administracyjno-strażnicza.
Komendantem całego systemu obozów na terytorium estońskim był SS-Sturmbannführer Hans Aumeier. Do bezpośredniego kierownictwa obozu należeli:
SS-Hauptscharführer Max Dahlmann, SS-Hauptscharführer Kurt Panike, SS-Lagerführer Helmut Schnabel. Rola strażników przypadła estońskiej kolaboracyjnej formacji SS.
Wobec zbliżającego frontu rosyjskiego, setki ostatnich więźniów zostały wyprowadzone do obozów położonych bardziej na zachód (patrz: Marsze Śmierci). 28 czerwca 1944 Armia Czerwona wyzwoliła obóz – był to pierwszy wyzwolony niemiecki obóz koncentracyjny.

## Więźniowie i ofiary
Przez KL Vaivara przeszło ok. 20 000 więźniów, z czego ok. 500–1000 więźniów żydowskich zginęło w selekcjach, wśród nich wiele małych dzieci. Więźniami byli głównie Żydzi z gett z Wilna i Kowna. Prócz nich w obozie znaleźli się również jeńcy sowieccy, garstka Duńczyków i Estończyków. Zdecydowana większość więźniów znajdowała się w obozie przejściowo i była przesyłana do innych obozów, wedle zapotrzebowań na siłę roboczą przy froncie. Ponad 1200 z nich pracowało jednak w obozie koncentracyjnym Vaivara, głównie przy obsłudze przeładunku kolejowego i pracy nad konstrukcją umocnień frontowych. Więźniowie byli umieszczani na noc w barakach drewnianych i nie ogrzewanych, co odegrało wielką rolę we wzroście umieralności zimą 1943 roku.

## Dzieje powojenne
W 1968 roku H. Schnabel został skazany na 16 lat więzienia, która to kara została zmniejszona do 6 lat. Hans Aumeier został skazany na śmierć w Krakowie i powieszony pod koniec 1947 roku.
Obozy w Estonii istniały krótko, niewiele ponad rok. Aneksja Estonii przez ZSRR, a także współudział wojskowych formacji estońskich w dziejach obozów utrudniły prace nad tymi – mało dziś znanymi i naukowo rozpoznanymi – obozami.